# Tariverde
Tariverde es una localidad rumana de la comuna de Cogealac, en el condado de Constanța.

## Toponimia
El nombre del lugar puede encontrarse escrito con grafías como Tari-Verde y Tariverde.

## Historia
Hacia comienzos del siglo XX, la localidad, que ya por entonces pertenecía al condado de Constanța, formaba parte de la comuna de Cogealac y tenía contabilizada una población de 563 habitantes.
En la segunda mitad del siglo XX la localidad  seguía formando parte de la comuna de Cogealac. En el censo de 2021 la localidad tenía una población de 917 habitantes.